# 小浪充
小浪 充（こなみ たかし、1932年11月15日 - 2006年11月18日）は、日本の社会学者、東京外国語大学名誉教授。元NHKテレビ英会話講師。元日本カナダ学会会長。

## 生涯
秋田県生まれ。1955年、東京外国語大学外国語学部英米語学科卒業後、東京大学大学院社会科学研究科入学。東大の教養学科アメリカ分科で主任教授を務めた中屋健一に師事した。東大大学院在学中に、フルブライト奨学生としてコロンビア大学国際関係大学院修士課程に留学。
外務省調査員を経て、母校である東京外国語大学英米語学科の教員となる。在職中（1966-1995年）、学部講座では主にアメリカ事情、大学院では地域研究方法論を担当、1980年代の学際研究ブームの一翼を担った外語黄金期を支えた。東京外語大のアメリカ研究の顔として、東大の本間長世や亀井俊介、一橋大の有賀貞らとともに、アメリカ学会の中心メンバーとして活躍。1980年代以降は、アメリカだけではなくカナダも含めた北米文化圏に研究範囲を広げ、自ら発足に貢献した日本カナダ学会の会長も務めた。『カナダのナショナリズム』の翻訳で、カナダ首相出版賞受賞(1994年）。
学会活動の傍ら、「歴代内閣の経済指南番」と呼ばれた木内信胤の世界経済調査会および日本モンペルラン・ソサイエティーにも積極的に参加、1960年代にはまだ異端視されていたフリードリヒ・ハイエクの新自由主義思想（モンペルラン思想）の啓蒙普及に大きな役割を果たした。1970年代には、『経済論壇』誌上の諸論文で、ダニエル・ベルに先駆け、サービス経済時代（脱工業社会）の到来を論じた。
同時通訳の草分けとしても知られ、1974～76年までNHK「中級英会話」講師を担当した。
ゼミでは他学科、他大学からも積極的に有為な人材を受け入れ、モンペルラン思想を地で行くリベラルな学風で知られた。著名なゼミ出身者に、頼近美津子、小西克哉ら。呉善花、横山雅彦は、東京外国語大学退官直前の愛弟子。
2006年11月18日、死去。「オッケー」と「抜群にいいね」が口ぐせで、膀胱がん肉腫に冒された病床にあっても、常に前向きさと笑顔を絶やさなかった。奇しくも、同年同月16日には、親交の深かったモンペルラン・ソサイエティーのミルトン・フリードマンが死去している。
死後、正四位に叙され、瑞宝中綬章を授けられた。

## 経歴
- 1958年 コロンビア大学国際関係大学院修士課程修了（M.I.A.）。
- 1963年 東京大学大学院社会科学研究科博士課程単位修得退学。

## 編著書
- 『発展構造の比較研究』（アジア経済研究所, 1975年）

## 訳書
- 『ソ連の経済援助』（ジョセフ・バーリナー著／日本外交学会、1961年）

## 共訳書
- 『中国のイメージ』（ハロルド・アイザックス著／サイマル出版会, 1970年）
- 『アジアのドラマ―諸国民の貧困の研究』（G・ミュルダール＆S・キング著／東洋経済新報社, 1974年）
- 『カナダのナショナリズム―先住民ケベックを中心に』（ラムゼイ・クック著／三交社, 1994年）